# Absalons Sogn
Absalons Sogn var et sogn i Vesterbro Provsti (Københavns Stift). Sognet lå i Københavns Kommune; indtil Kommunalreformen i 1970 lå det i Sokkelund Herred (Københavns Amt). 
Sognet med Absalons Kirke indgår nu som en del af Vesterbro Sogn.